# Kathy Rain
Kathy Rain è un'avventura grafica punta e clicca sviluppata dalla software house svedese Clifftop Games e pubblicata da Raw Fury nel 2016 per Microsoft Windows, macOS, Android e iOS.

## Trama
Ambientato nel 1995, Kathy Rain narra la storia di una tenace studentessa di giornalismo che deve fare i conti con il suo passato tormentato mentre indaga sulla misteriosa morte di suo nonno scomparso da poco. Armata della sua moto, di un pacchetto di sigarette e di un taccuino, Kathy inizia a scavare in misteriosi avvenimenti del passato che riguardano la sua città natale, Cornell Springs e che la porteranno a vivere un'avventura straziante, piena di emozioni e turbamenti personali. Mentre segue le tracce che il nonno, Joseph Rain, ha lasciato dietro di sé, Kathy scopre l'oscura e sinistra verità sull'ultimo periodo della sua vita e di quella di una giovane artista suicida di molti anni prima.

## Modalità di gioco
Il gioco rappresenta un omaggio alle avventure grafiche prodotte dalla LucasArts negli anni '90, per cui ha un aspetto volutamente rétro e una grafica bidimensionale a bassa risoluzione.. Per interagire con l'ambiente è presente un sistema di inventario molto semplice e intuitivo, che fornisce la possibilità di esaminare gli oggetti in proprio possesso, di utilizzarli in determinati frangenti, o di combinarli tra loro. I dialoghi sono quasi tutti gestiti da inventario e taccuino, potendo mostrare ai personaggi gli oggetti raccolti o interrogarli riguardo agli argomenti annotati sul taccuino; inoltre, Kathy eviterà di mostrare a un personaggio gli oggetti che chiaramente sarebbe inopportuno mostrargli, e occasionalmente si potrà rispondere a una domanda diretta di uno dei personaggi scegliendo fra due o più risposte, seppur tale scelta sarà solo "di stile" e non potrà cambiare il corso della storia, che ha un solo finale.

## Sviluppo e pubblicazione
Kathy Rain è stato sviluppato da Clifftop Games, uno studio svedese indipendente fondato da Joel Staaf Hästö. Il gioco è stato sviluppato utilizzando lo strumento di sviluppo di Adventure Game Studio. È stato realizzato con una risoluzione grafica di 320x240 (4:3) in stile pixel art e contiene più di 40 ambientazioni disegnate a mano. La colonna sonora è originale, e il doppiaggio in inglese è diretto da Dave Gilbert di Wadjet Eye Games. Per la sceneggiatura sono state scritte più di 4.000 righe di dialoghi.
Il gioco è stato presentato al Gamescom nel 2015 ed è stato pubblicato da Raw Fury e distribuito per Windows e macOS il 5 maggio 2016, insieme a una demo. Il gioco è stato successivamente pubblicato per Android e iOS il 23 novembre 2016.
Hästö ha citato la serie televisiva Twin Peaks come fonte di ispirazione per il gioco, e vi ha inserito tre riferimenti a Full Throttle, un'avventura grafica sviluppata e distribuita dalla Lucas Arts nel 1995: la motocicletta della protagonista è una Corley Motors, la sua marca di sigarette preferita è anch'essa la Corley (che richiama a sua volta il noto marchio immaginario di sigarette Morley), e nel reveal trailer del gioco appare in alcuni secondi una sequenza video del videogioco citato.
A inizio 2021 viene annunciata la produzione di una versione Director's Cut del gioco, che viene pubblicata il successivo 26 ottobre per tutti i sistemi operativi già supportati dal gioco base.

## Accoglienza
| Testata                             | Versione | Giudizio |
| ----------------------------------- | -------- | -------- |
| Metacritic (media al 18 marzo 2020) | PC       | 77/100   |
| SpazioGames                         | PC       | 8.5/10   |
| Destructoid                         | PC       | 9/10     |
| Polygon                             | PC       | 6.5/10   |
| Adventure Gamers                    | PC       | 4.5/5    |
| TouchArcade                         | iOS      | 4.5/5    |

Kathy Rain è stato accolto favorevolmente dalla critica videoludica.
SpazioGames ha valutato il gioco come un’avventura grafica di prim’ordine, riuscita praticamente in ogni aspetto, con una storia intrigante e ben scritta, accompagnata da enigmi non eccessivamente complessi, ma mai banali. Stephen Turner di Destructoid ha affermato che Kathy Rain potrebbe essere semplicemente il miglior gioco d'avventura da lui mai giocato da lungo tempo. John Walker di Rock, Paper, Shotgun ha dichiarato di aver trascorso momenti splendidi con Kathy Rain e di essersi divertito moltissimo con un gioco la cui storia non immaginava dove potesse andare a finire, dimostrandosi Kathy un personaggio complesso e interessante e molto piacevole da interpretare. Polygon ha definito la storia di Kathy abbastanza forte, seppur lenta nel coinvolgere, con molte opportunità per crescere ed evolvere in un personaggio sorprendentemente avvincente. Adventure Gamers ha sostenuto come Kathy Rain sia un risultato notevole per uno sviluppatore principiante, considerando il gioco come una gemma dalla storia inaspettatamente personale su un'eroina che dimostra di appartenere al gruppo degli altri grandi protagonisti dello stesso genere di videogiochi. Secondo TouchArcade, Kathy Rain è un'avventura piuttosto affascinante che, pur presentando una scarsa sfida dal punto di vista della difficoltà, offre una storia, un'ambientazione e delle scene abbastanza splendide.
Nonostante le prime vendite del gioco siano state deludenti, Raw Fury ha promesso di continuare a supportare lo sviluppatore.